# Reggenza di Kapuas
La reggenza di Kapuas (in indonesiano: Kabupaten Kapuas) è una reggenza dell'Indonesia, situata nella provincia di Kalimantan Centrale.